# Семак Ігор Миколайович
Ігор Миколайович Семак (нар. 18 червня 1957, с.Іннях, Ольокмінський район, ЯАССР) — український скульптор, член Національної спілки художників України з 2006 року.

## Життєпис
Ігор Семак народився 18 червня 1957 року в с. Іннях, Ольокмінського району, Якутської Автономної Радянської Соціалістичної Республіки, де на той час працювали його батьки.
Дитинство та юність Ігора Семака пройшли у Калуші.
Навчався у художній школі в Івано-Франківську. Закінчив СШ № 3 у Калуші із золотою медаллю.
Поступав до Львівського інституту декоративно-прикладного мистецтва, але безуспішно.
У 1979 році закінчив факультет геодезії Львівського політехнічного інституту за спеціальністю аерофотогеодезія.
Протягом 15 років після закінчення інституту працював в Якутії.
2015 року побачила світ присвячена скульпторові книга калуського журналіста Богдана Тимківа «Приборкувач глини та каменю…»
Творчий доробок скульптора Ігора Семака нараховує понад 300 різних мистецьких творів.

## Доробок
- Меморіальна дошка Олесю Бабію (с. Середня, 1997)[5]
- «Калуський ангел» (Калуш, 1999)
- Горельєф Вячеславу Чорноволу (Калуш, вул. В'ячеслава Чорновола. 2000)
- Меморіальна дошка та барельєф Ярослава Косарчина (Калуш, 2001)[6]
- Меморіальна дошка «Понтифік» (Калуш, 2001)
- Меморіальна дошка Василю Стусу (Калуш, вул. Василя Стуса, 2001)
- Меморіальна дошка Володимиру Івасюку (Калуш, 2001)
- Меморіальна дошка Григорію Цеглинському (Калуш, вул. Григорія Цеглинського 2003)[7]
- Пам'ятник Ярославу Мельнику (2005)
- Каплиця Св. Юди Тадея (Калуш, 2007-2014)
- Меморіальна дошка Анатолію Онишко (Калуш, вул. Володимира Винниченка, 2010)[8]
- Пам'ятник Роману Шухевичу (Калуш, 2012)[9].
- Пам'ятник Євгену Коновальцю (Івано-Франківськ, 2013)[10]
- Меморіальна дошка Василю Ганущаку (Калуш, 2014)[11]
- Меморіальна дошка Павлу Ліщинському (Калуш, 2014)[12]
- Пам'ятник Королю Данилу (Івано-Франківськ, 2015)[13]
- Пам'ятник Тарасу Шевченкові (Сватове, 2016)[14]
- Барельєфи «Хресна дорога» (с.Єзупіль, 2016)
- Скульптурний барельєф Дмитру Коржинському (с. Мединя, 2016)[15]
- Пам'ятника Андрієві Мельнику (Івано-Франківськ, 2017)[16][17]
- Пам'ятник Опанасові Заливасі (Івано-Франківськ, 2017)[18]
- Барельєф Героям Небесної сотні (с.Голинь. 2017)[19]

## Галерея

Пам'ятник Є. Коновальцю
Пам'ятник Королю Данилу